# Shkatulkalite
La shkatulkalite è un minerale appartenente al supergruppo della seidozerite.